# Tüdewijn Lchamsüren
Tüdewijn Lchamsüren (mong. Түдэвийн Лхамсүрэн, ur. 20 lutego 1936) – mongolski biathlonista, olimpijczyk.
Na zimowych igrzyskach olimpijskich w Innsbrucku wziął udział w biathlonowym biegu na 20 kilometrów, zajmując 44. miejsce.